# Schloss Zschepplin

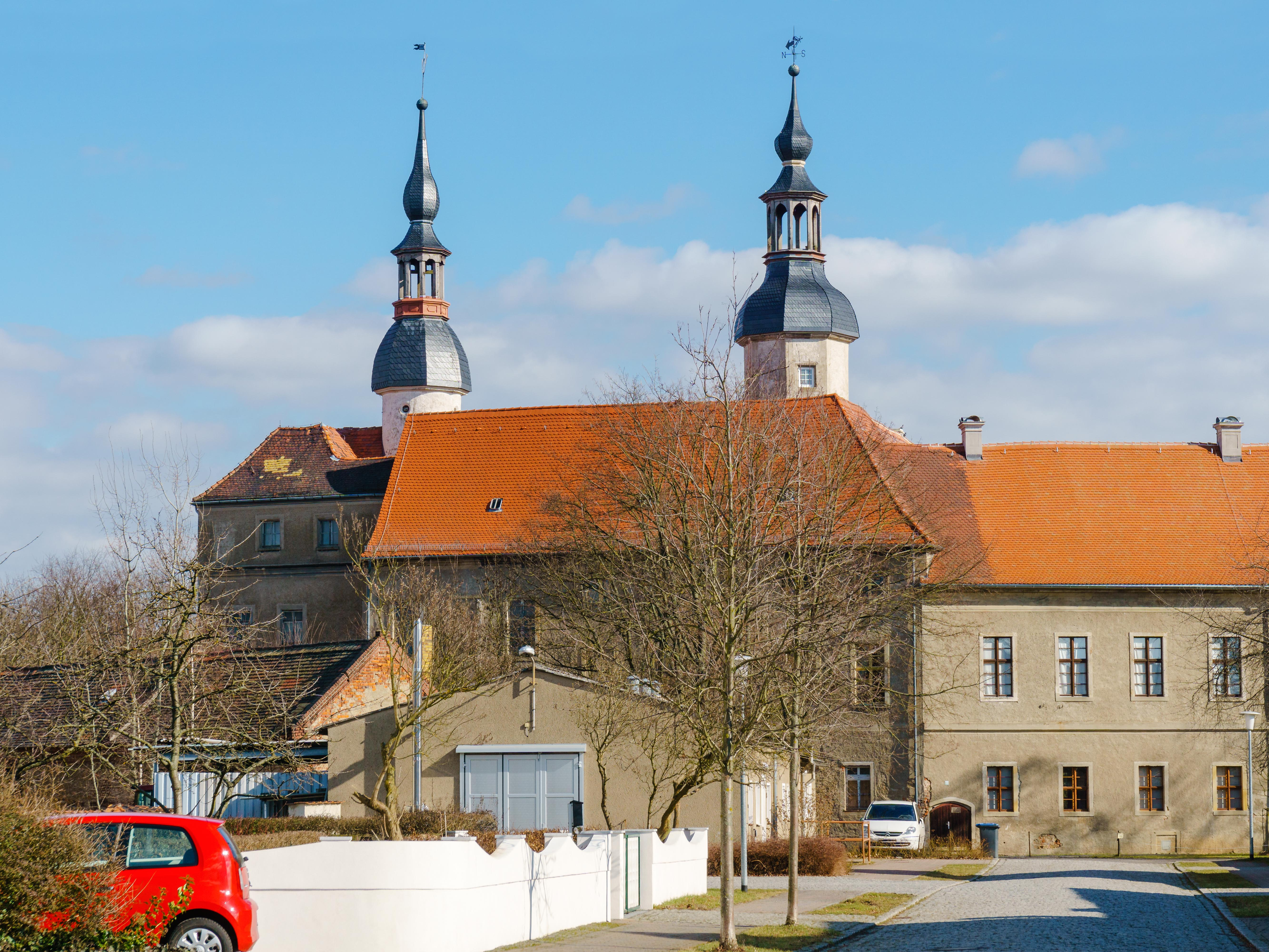
Schloss Zschepplin

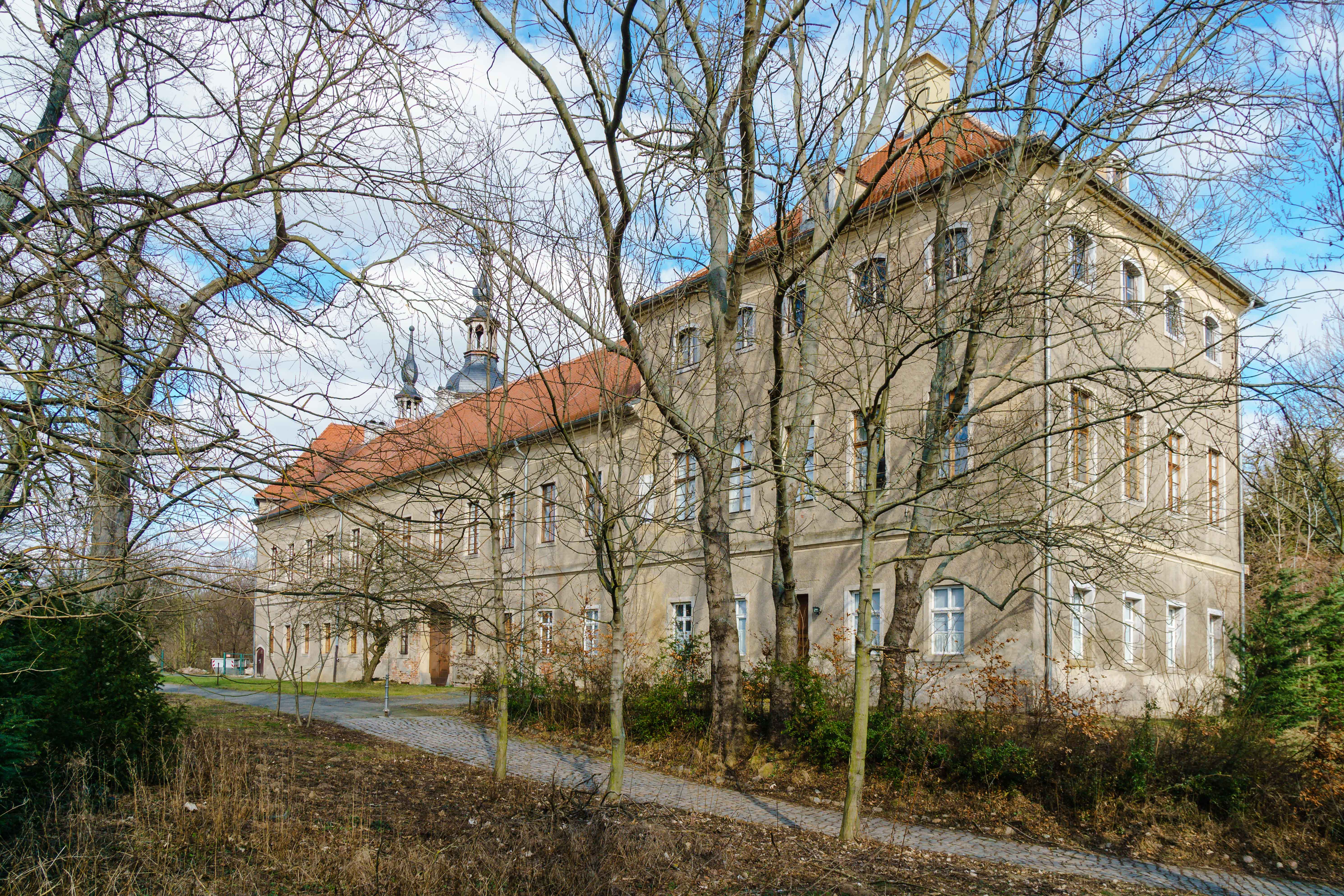
Südwestansicht

Das Schloss Zschepplin ist eine im Kern mittelalterliche, später veränderte Vierflügelanlage einer Burg in Zschepplin im Landkreis Nordsachsen in Sachsen. Es wurde nach 1950 zunächst als Kinderheim genutzt und nach seiner Privatisierung 2002 restauriert. Das Schloss kann nicht besichtigt werden; der Zugang zum Schlosspark ist möglich.

## Geschichte
Die unregelmäßige Vierflügelanlage in den Formen einer mittelalterlichen Burg wurde in mehreren verschiedenen Bauphasen errichtet. Sie war in den Jahren 1556 bis etwa 1646 im Besitz der Familie von Dieskau. Zu den ältesten Teilen gehören der Süd- und Westflügel; der letztere wurde vermutlich schon im 16. Jahrhundert nach Norden erweitert. In den Jahren 1762–75 war das Bauwerk im Besitz von Heinrich Graf von Brühl, dem Premierminister von August III. von Sachsen; in dieser Zeit wurde der Bau am südlichen Erweiterungstrakt begonnen, vermutlich nach Plänen von Friedrich August Krubsacius. Dieser Erweiterungsbau wurde seit 1775 unter dem neuen Besitzer Joseph Karl Freiherr von Bender und Loitha, dem Kabinettssekretär der Kaiserin Maria Theresia fortgesetzt; dabei wurden die Fassade des Westflügels dem Anbau angepasst und die Wirtschaftsgebäude neu erbaut.
Seit 1805 war das Bauwerk im Besitz der Familie von Mengersen, unter Clemens August Bruno Freiherr von Mengersen wurden 1847 und später zahlreiche Umbaumaßnahmen vorgenommen: Einrichtung einer Kapelle in der ehemaligen Bibliothek, Umgestaltung des Festsaals im Westflügel im Jahr 1858 möglicherweise durch Karl Moritz Haenel, Ausmalung durch Andreas Wilhelm Schaberschul. Weitere Um- und Einbauten erfolgten im 19. Jahrhundert, in den 1950er Jahren wurde das Innere zum Kinderheim umgestaltet. Restaurierungsarbeiten erfolgten in den Jahren 1990–94, unter anderem im Festsaal, an den Ausmalungen und den Türmen. Das Schloss wird nach seiner Privatisierung seit 2002 schrittweise mit Unterstützung der Deutschen Stiftung Denkmalschutz restauriert.

## Architektur

### Äußeres
Das Schloss ist eine dreigeschossige Schlossanlage der Renaissance um einen annähernd quadratischen Hof; die Bauteile sind mit Volutengiebeln, Erkern und Zwerchgiebeln in meist schlichten Formen gestaltet; das Erdgeschoss ist zur Hofseite mit einem Arkadengang geöffnet. An der Nord- und Südseite sind Treppentürme angeordnet, der nördliche über rundem, der südliche über quadratischem Grundriss, im oberen Teil achteckig. Bei beiden Türmen wurde der Abschluss in den Jahren 1747 und 1847 verändert; die ursprünglichen Hauben und Laternen wurden in den Jahren 1990/91 rekonstruiert.

### Inneres
Das Innere wurde wesentlich verändert und ist heute zumeist schlicht gestaltet. Die ältesten Teile stammen vom mittelalterlichen Vorgängerbauwerk, davon sind im Nordtrakt im Erdgeschoss kreuzrippengewölbte Räume erhalten. Im Obergeschoss des nordwestlichen Flügels wurde 1858 ein Festsaal mit qualitätvoller Neorenaissance-Ausstattung eingerichtet und in den Jahren 1990–94 restauriert.
Der langgestreckte zweigeschossige Erweiterungsbau von Krubsacius ist blockhaft gestaltet, mit flachem Mittelrisalit und dreigeschossigem Eckpavillon. Die alte Portalsituation ist heute verändert; hinter den drei südlichen Achsen des Mittelrisalits ist eine großzügige Eingangshalle eingebaut, von welcher der Zugang zum südlich gelegenen Treppenhaus vermittelt wird. Im Innern ist die spätbarocke Raumaufteilung mit Enfilade erhalten; die Stuck- und Wandverzierungen sind in frühklassizistischen Formen gestaltet. Im Eckpavillon sind chinoise Supraportenbilder und die zugehörigen stuckierten Wandsockel aus dem letzten Drittel des 18. Jahrhunderts erhalten.
Der östlich angrenzende englische Park ist im Wesentlichen erhalten.